# Hum Aapke Dil Mein Rehte Hain
Hum Aapke Dil Mein Rehte Hain ist ein indischer Liebesfilm aus dem Jahr 1999.

## Handlung
Vishwanath ist ein reicher Unternehmer und ist sehr glücklich, als sein Sohn Vijay nach einem USA-Aufenthalt endlich wieder nach Indien zurückkehrt. Er hofft ihn endlich verheiraten zu können, aber Anita, die Vijay  liebt und die Tochter seines Geschäftspartners Khairatilal ist, kommt nicht in Frage, da sie nur ihren Vater reich machen soll.
Für Vijay ist Heirat überhaupt kein Thema. Sein Vater ist derart stur, dass Vijay nachgibt, aber nur unter einer Bedingung: Er heiratet eine Frau nach der Wahl seines Vaters, doch wenn er sich innerhalb eines Jahres nicht in seine Ehefrau verliebt, folgt die Scheidung.
Da Vishwanath keine andere Wahl bleibt, stimmt er ihm zu und wählt seine liebenswerte Sekretärin Megha aus. Als sie von diesem Vorschlag hört, ist sie angewidert und lehnt den Heiratsantrag ab. Doch als ihre Schwester Maya schwanger wird, wird dringend Geld für die Mitgift benötigt. Um die Familienehre zu retten, stimmt sie der Heirat nun doch zu.
Megha wächst schnell in die Rolle der Ehefrau. Liebenswert kümmert sie sich um Vijay, der sie jedoch kaum beachtet. Megha liebt Vijay sehr, jedoch entscheidet er sich nach einem Jahr schnell für die Scheidung, ganz nach Vertrag. Mit gebrochenem Herzen wird sie von Vijay nach Hause zu ihrer Familie gefahren und so trennen sich ihre Wege.
Megha bekommt derweil einen Job als Chefsekretärin. In der Öffentlichkeit wird sie von einigen Menschen, die von der befristeten Ehe erfahren haben, als Prostituierte beschimpft und gedemütigt. Inzwischen merkt Vijay, wie sehr Megha ihm fehlt, und versucht sie wieder zurückzuholen.
Er geht schon so weit, dass er die Firma kauft, in der sie arbeitet, und ihr neuer Chef wird. Doch sie will nichts von ihm wissen und blockt ihn ab, obwohl sie mittlerweile von ihm schwanger ist.
Nach ein paar Monaten versuchen Freunde von Vijay die beiden wieder zusammenzubringen. Sie erzählen ihr, dass Khairatilal Rache an Vijay ausüben will. Sie macht sich sofort auf den Weg zu ihm, doch unterwegs hört sie ein Telefongespräch des Freundes und begreift, dass dies nur ein Trick sei. Trotzdem geht sie zu Vijay, um ihn zur Rede zu stellen. Als sie dort ankommt, sieht sie Vijay blutend auf dem Boden, unwissend, dass Vijay tatsächlich von Khairatilal angestochen wurde. Erst als sie die tiefen Schnittwunden entdeckt, glaubt sie ihm. Genau in diesem Moment setzen ihre Wehen ein. Schwerverletzt fährt Vijay sie ins Krankenhaus. Beide nun wohlauf, kommen schließlich wieder zusammen.

## Auszeichnungen
Nominierungen:
- Filmfare Award/Beste Hauptdarstellerin an Kajol (2000)
- IIFA Award/Beste Hauptdarstellerin an Kajol (2000)
- Star Screen Award/Beste Hauptdarstellerin an Kajol (2000)